# Carlo a Marca
Carlo a Marca (* 30. Dezember 1803 in Mesocco; † 4. Juli 1851 in Leggia) war ein Schweizer Politiker, Landammann, Militär und Oberstbrigadier.

## Biografie
Carlo a Marca war Sohn des Landammanns Giuseppe und dessen Ehefrau Anna Maria geborene Barbieri von Roveredo GR. Er heiratete Orsola Casaulta, von Lumbrein. Er machte eine militärische Karriere, zunächst als Hauptmann in den päpstlichen Truppen und dann in der Bundesarmee, wo er den Rang eines Oberstbrigadiers erreichte. 
Während des Sonderbundskrieges befehligte er die zweite Brigade der dritten Bundesdivision. Er war auch Landammann in Misox, Abgeordneter im Landtag 1847 und Präsident der Grauer Bund 1849. Von ihm stammt die Familie a Marca von Leggia ab.